# Tarlabaşı
Tarlabaşı (kurdisch: Qotel, früherer Name: Rumevleri) ist ein kleines Dorf in der Türkei mit etwa 100 Einwohnern im Kreis Araban, Provinz Gaziantep.
Bewohnt wird das Dorf von den Nachfahren von Xalil, dem Enkel von Bakasor, der nach Tarlabaşı kam, um mit seinen Söhnen den Aga (Landbesitzer) zu dienen. Zu besichtigen gibt es dort griechische Steinbrüche, Gruften, Fundamente einer ehemaligen armenischen Kirche sowie einen Grabstein mit griechischer Inschrift. Im Dorf wird vor allem Gartenbau (Pistazien, Weintrauben, Honigmelonen) betrieben.